# 2013 YD48
2013 YD48 — астероїд з групи Аполлона. Відкритий 29 грудня 2013 року. 12 січня 2022 року пролетів на відстані 5,6 млн кілометрів від Землі зі швидкістю 15 км/с. Наступний проліт астероїда поблизу Землі відбудеться 14 січня 2030 на відстані 7,11 млн км. НАСА класифікувало 2013 YD48 як «астероїд, що зближується з Землею», але він не вважається потенційно небезпечним, оскільки комп'ютерне моделювання не вказує на високу ймовірність майбутнього зіткнення.

## Опис
2013 YD48 обертається навколо Сонця з періодом 974 доби (2,67 року), наближаючись до 0,77 а.о. і досягаючи 3,07 а.о. від Сонця. Виходячи з його яскравості та альбедо, 2013 YD48, ймовірно, має діаметр від 80 до 179 метрів.